# Bayside, Texas
Bayside är en ort i Refugio County i delstaten Texas, USA.